# Борковська Тетяна Олександрівна
Борковська Тетяна Олександрівна (нар. 19 січня 1949, Гнатівка) — українська співачка; член Національної всеукраїнської музичної спілки з 1992 року. Заслужена артистка України з 1995 року.

## Життєпис
Народилася 19 січня 1949 року в селі Гнатівці Хмільницького району Вінницької області (нині Україна). У 1972 році закінчила Київське музичне училище, де навчалася у класі Ірини Найденко.
Протягом 1973—1974 років — артистка хору Академічної капели України «Думка»; у 1975—1984 роках — солістка камерного хору Українського гастрольно-концертного об'єднання; у 1984—2000 роках — солістка Заслуженого академічного українського народного хору імені Григорія Верьовки. З хором брала участь у фестивалях у Кореї (1985), «Дружба народів» (Узбекистан, 1986), Днях культури і мистецтва України в Узбекистані (Наманган, 1987), «Слов'янський базар» (Білорусь, 1998). Гастролювала у Сполучених Штатах Америки, Латинській Америці, Франції, Польщі та інших країнах.